# Avenida Marcelino Pires
A Avenida Marcelino Pires é uma via expressa da cidade de Dourados, em Mato Grosso do Sul.

## Características
A avenida começa em um trecho da Rua Aziz Rasselem, no Centro e acaba no bairro Jardim Márcia, em um dos acessos da cidade, a Rodovia BR-163. Batizada em homenagem a um dos fundadores da cidade, a avenida é de considerável importância para o centro da cidade de Dourados, pois passa por importantes logradouros e vias. Há ao longo da avenida vários comércios tais como Atacadão, Havan e Comper. Na avenida estão localizadas também:
- Monumento ao Colono: chamado também de Mão do Brás, foi inaugurado em 8 de dezembro de 1992;
- Estação Rodoviária de Dourados: inaugurada em 1982;
- Shopping Avenida Center: inaugurado em 2006;
- Praça Antônio João: inaugurada em 1950;
- Catedral Nossa Senhora Imaculada Conceição: inaugurada em 1926;

## Galeria de imagens

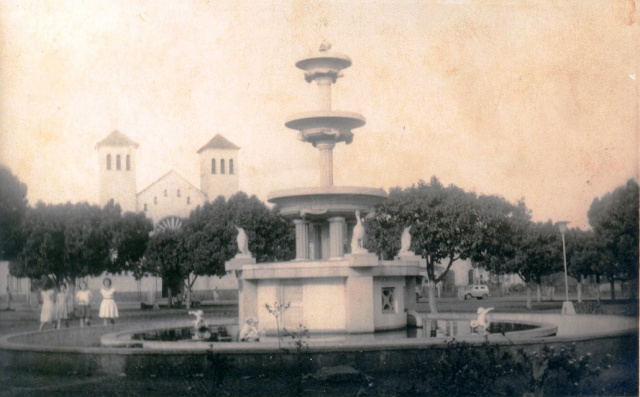
Foto da fonte defronte à Igreja Matriz, sem data definida, provavelmente entre os anos 60 e 70.